# Epigynopteryx diffusa
Epigynopteryx diffusa är en fjärilsart som beskrevs av W. Warren 1901. Epigynopteryx diffusa ingår i släktet Epigynopteryx och familjen mätare. Inga underarter finns listade i Catalogue of Life.